# Charlotte Hornets 1994-1995
La stagione 1994-95 dei Charlotte Hornets fu la 7ª nella NBA per la franchigia.
I Charlotte Hornets arrivarono secondi nella Central Division della Eastern Conference con un record di 50-32. Nei play-off persero al primo turno con i Chicago Bulls (3-1).

## Roster
| N° | Naz.                   | Ruolo | Sportivo        | Anno | Alt. | Peso |
| -- | ---------------------- | ----- | --------------- | ---- | ---- | ---- |
| 00 | Stati Uniti (bandiera) | C     | Robert Parish   | 1953 | 213  | 104  |
| 1  | Stati Uniti (bandiera) | G     | Muggsy Bogues   | 1965 | 160  | 62   |
| 2  | Stati Uniti (bandiera) | A     | Larry Johnson   | 1969 | 198  | 113  |
| 3  | Stati Uniti (bandiera) | G     | Hersey Hawkins  | 1966 | 191  | 86   |
| 4  | Stati Uniti (bandiera) | GA    | Darrin Hancock  | 1971 | 201  | 93   |
| 7  | Stati Uniti (bandiera) | G     | James Blackwell | 1968 | 183  | 86   |
| 11 | Stati Uniti (bandiera) | GA    | David Wingate   | 1963 | 196  | 84   |
| 12 | Stati Uniti (bandiera) | G     | Greg Sutton     | 1967 | 188  | 77   |
| 23 | Stati Uniti (bandiera) | G     | Michael Adams   | 1963 | 178  | 73   |
| 24 | Stati Uniti (bandiera) | GA    | Scott Burrell   | 1971 | 201  | 99   |
| 25 | Stati Uniti (bandiera) | G     | Tony Bennett    | 1969 | 183  | 79   |
| 30 | Stati Uniti (bandiera) | G     | Dell Curry      | 1964 | 193  | 86   |
| 33 | Stati Uniti (bandiera) | C     | Alonzo Mourning | 1970 | 208  | 109  |
| 39 | Stati Uniti (bandiera) | AC    | Tom Tolbert     | 1965 | 201  | 107  |
| 43 | Stati Uniti (bandiera) | AC    | Joe Wolf        | 1964 | 211  | 104  |
| 44 | Stati Uniti (bandiera) | AC    | Kenny Gattison  | 1964 | 203  | 102  |

## Staff tecnico
- Allenatore: Allan Bristow
- Vice-allenatori: Bill Hanzlik, T.R. Dunn, Johnny Bach